# キリスト教朝顔教会
キリスト教朝顔教会（きりすときょうあさがおきょうかい）は日本の福音派の教会である。日本福音キリスト教会連合に加盟している。所在地は東京都世田谷区松原二丁目。

## 沿革
- 1950年 創立[1]
- 1965年 羽鳥純二の後任として、牧師に井出定冶が就任する。[2]キリスト教朝顔教会が中心になって単立キリスト教会連盟を結成した。[3]
- 1992年 日本福音キリスト教会連合を結成した。
- 1993年 井出定冶が牧師を引退して、協力牧師になる。

## 関係者
- 福永武彦
- 井出定治
- 湊晶子